# 토실기

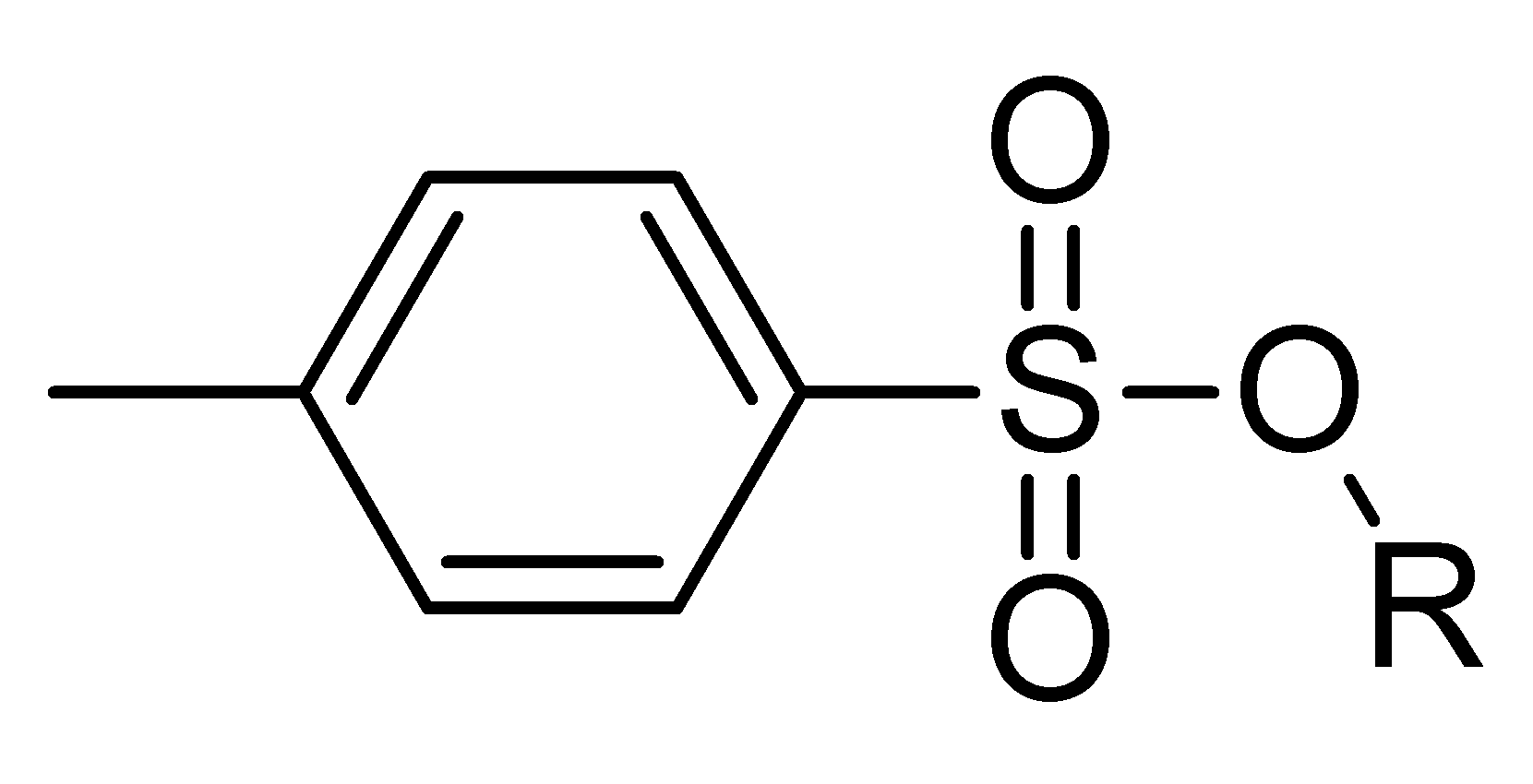
The tosylate group with a generic 'R' group attached

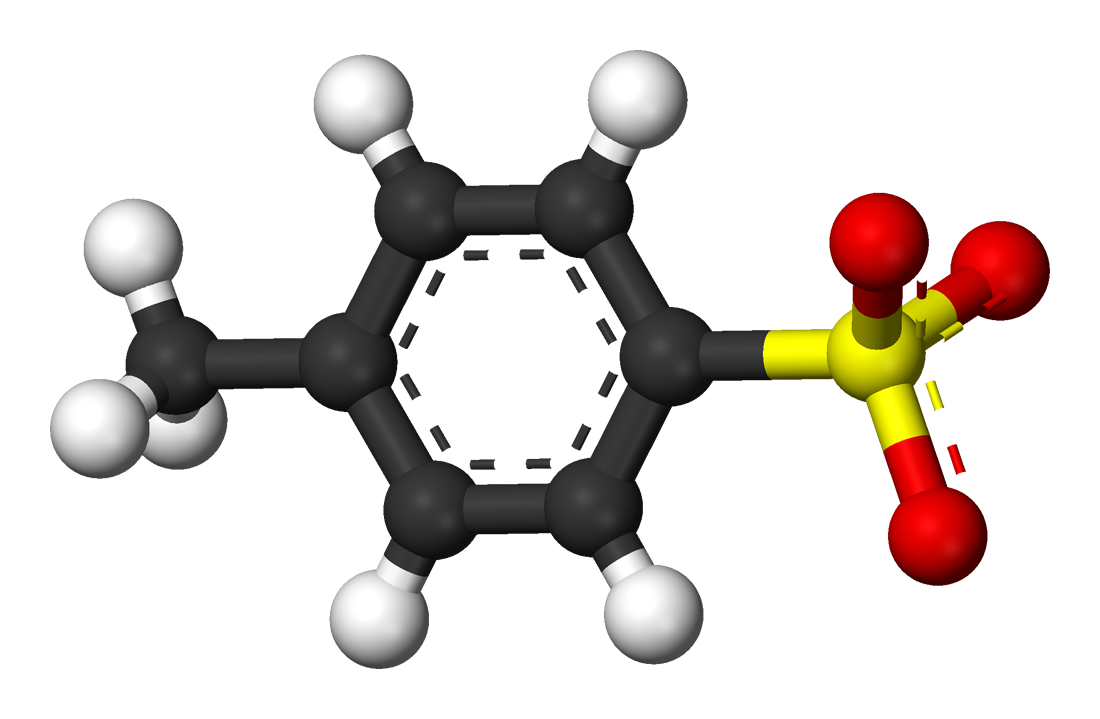
Ball-and-stick model of the tosylate anion

토실기(tosyl group, 약어 Ts or Tos)는 톨루엔과 설폰기가 결합되어 있는 화합물이라 볼 수 있다. 설폰기 (sulfonyl group)는 6가의 황원소가 두개의 산소원자와는 이중결합을 형성하고 있다.